# Paraplasme
Le Paraplasme (nom masculin) est l'ensemble des inclusions contenues dans le cytoplasme, formé par les éléments figurés inertes, et représentant des produits de déchets comme les graisses, les pigments, etc.
Cytoplasme = Hyaloplasme(cytosol) + Morphoplasme(ensemble des organites actives) + Paraplasme.